# إكسو مارس
البيولوجيا الفضائية في المريخ اواكسومارس (بالانجليزيه ExoMars) هو مشروع كبير قيد التطوير من قبل وكالة الفضاء الأوروبية إيسا مع مشاركه من قبل وكالة الفضاء الروسية روسكوسموس يهدف إلى البحث عن امكانيت نشؤ الحياة في ماضي أو حاضر المريخ عن طريق إرسال العديد من المركبات الفضائية إلى الكوكب بواسطت صاروخين من نوع بروتون الروسي الصنع. سيبداء الشق الأول من المهمة في عام 2016 ويتضمن قمر صناعي للبحوث يدعى TGO ومركبة هبوط ثابتة للارصاد الجوية تدعى EDM أو سكيابارلي، سيقوم المسبار بدراسة مكونات الغلاف الجوي للمريخ والبحث عن غاز الميثان ومصادر تكوينه، حيث وجوده قد يدل على نشاط حيوي أو جيولوجي. كما انه سيساعد العلماء في اختيار البقعة المناسبة لهبوط عربة اكسومارس المريخية في عام 2018 ودعم الاتصالات بينه وبين الأرض. اما الشق الثاني فيتضمن:
• عربه مريخية أوروبية الصنع تقوم بدراسة سطح المريخ واسفله (حتى عمق مترين) والبحث عن امكانيت نشوء الحياة فيه.
• منصة هبوط روسية الصنع تهدف إلى انزال جوال اكسومارس على سطح المريخ ودراسة بيئته من خلال عدد من الاجهزه العلمية التي تحملها.
ومن المقرر ارسالهما (العربة ومنصة الهبوط) في عام 2018 .

## نظرة تاريخية

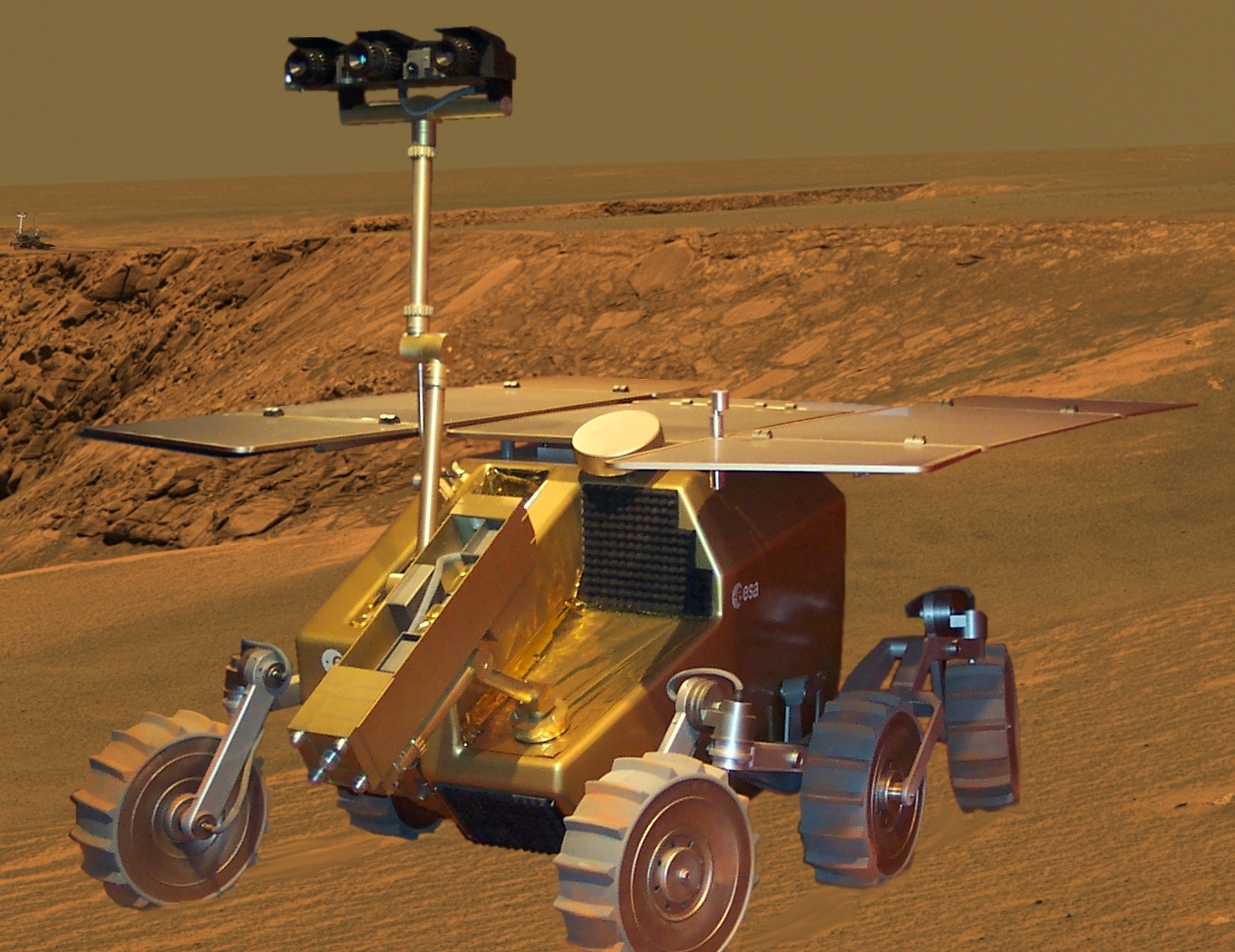
إكسو مارس في عام 2006

منذ البداية مر مشروع اكسومارس بعدة اطوار تخطيطيه مختلفه تضمنت العديد من من المقترحات حول نوع المسبار، صاروخ الإقلاع والشريك الدولي. حيث تم الموافقة على المهمة من قبل إدارة وكالة الفضاء الأوروبية إيسا في ديسمبر 2005 وكان يتضمن عربه مريخيه كبيره فقط ليلحق به فيما بعد منصة هبوط ثابته للارصاد الجوية. رشح صاروخ سويوز الروسي لاطلاق المركبة في عام 2011 . ليتم توقيع عقد بقيمة مليون يورو في عام 2007 مع شركة استريوم EADS Astrium البريطانية لتصميم وبناء الجوال. في عام 2009 تم توقيع اتفاقية شراكه لاستكشاف المريخ بين إيسا وناسا حيث بموجب الاتفاق سيتم اسخدام صاروخ أطلس بدلا من سويوز الروسي. في الوقت الذي خطط على تحميل العربة على متن مسبار TGO طلب من ايسا تخفيف وزن الجوال ليصبح ملائما لصاروخ أطلس حتى يعطى الموافقة لاقلاعه، لذلك تم دمج المشروع مع خطط أخرى حيث وفق الاستراتيجيه الجديدة ستزود ناسا صاروخين للإقلاع من نوع أطلس 5 بدلا من واحد احدهما لمهمة 2016 التي تتضمن مسبار متقصي الغازات TGO الذي دمج بدوره مع مركبة الهبوط للارصاد الجوية المعروفة باختصار EDM ، اما الثاني فللعربة المريخيه التي ستنطلق بالتزامن مع جوال ناسا MAX-C لعام 2018 .
في ديسمبر من نفس العام اعطت وكالة الفضاء الاوروبيه موافقتها على المهمتين المقرر ارسالهما إلى المريخ في عامين 2016 و 2018 مع ناسا، حيث ستلتزم ايسا بدفع 850 مليون يورو لتمويل مشروع اكسومارس. لكن في عام 2011 وبسبب الازمه في الميزانية الإمريكية اعلنت ناسا عن الغائها لعربة MAX-C الذي سيرافق جوال اكسومارس في عام 2018 لذلك سيقتصر دور ناسا في تزويد المشروع بصاروخين للإقلاع ونظام للهبوط المتمثل بالرافعة السماويه التي استعملت في وقت لاحق في كوريوسيتي روفر. في مطلع عام 2013 اجرائات اوباما التقشفيه من ناحيه وتجاوز مشروع تلسكوب جيمس ويب تكلفته المتوقعه من ناحية أخرى اجبر ناسا على انهاء مشاركتها في مشروع اكسومارس. فضطرت ايسا لانقاذ المشروع وتجنب الخسائر المترتبه عن انسحاب الجانب الأمريكي إلى البحث عن مساهم دولي جديد لذلك توجهت الانظار مرتا أخرى نحو روسيا، حيث تم الوصول إلى اتفاق مبدئي بين الجانب الأوروبي والروسي في مارس 2013 حيث بموجبه ستلتزم وكالة الفضاء الروسية روسكسموس بتزويد المشروع بصاروخين من نوع بروتون للإقلاع مع نظام للهبوط خاص بعربة اكسومارس المريخيه. كما تعهد الجانب الروسي بتزويد المهمتين بعدد من الاجهزه العلمية ومشاركة علماء روس فلكيين.

## أهداف المهمة
برنامج إكسو مارس سوف يساعد في تطوير عدد من التقنيات الأساسية والتي تكون ضروريه للمهمات الاستكشافيه المستقبلية كمهمة إعادة عينه ترابيه من المريخ وتشمل هذه التقنيات:
• امكانيت انزال حموله ثقيله على سطح المريخ.
• امكانيت الحفر بعمق مترين اسفل سطح الكوكب للحصول على عينه ومن ثم تحضيرها وتحليلها.
• اختبار القدرة على الحركة واستكشاف سطح المريخ بواسطة جوال.
• امكانيت استغلال الطاقة الشمسية على سطح الكوكب.
بالاضافه إلى إنجاز عدد من البحوث العلمية المهمة مثل:
• البحث عن امكانيت نشؤ الحياة على سطح المريخ في الماضي أو الحاضر.
• التعرف على المكونات الغازيه للغلاف الجوي للمريخ والبحث عن مصادر تكوينها.
• دراست التنوع في البيئة المائية والجيوكيميائيه الكوكب.
• دراسة بيئة سطح المريخ لتحديد المخاطر التي ستواجهها المهمات الماهوله المستقبلية للكوكب.
• دراست اسفل سطح الكوكب واعماقه الباطنية لفهم أفضل عن تطور المريخ وامكانيت استضافته للحياة.
ويشمل برنامج Exomars مرحلتين حيث ستنطلق المرحلة الأولى عام 2016 اما الثانية فعام 2018

## المرحلة الأولى

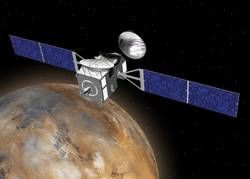
مسبار متقصي الغازات TGO مع سكيابارلي

تتكون المهمة من عنصرين اساسيين:

### مسبار TGO
TGO أو مسبار متقصي الغازات (بالإنجليزية Trace Gas Orbiter) هو مركبة فضائية صنعت وطورت من قبل وكالة الفضاء الأوروبية حيث تعمل على دراسة مكونات الغلاف الجوي للمريخ بالإضافة إلى البحث عن غازات ذات مصدر بايلوجي كالميثان من خلال عدد من الاجهزة العلمية التي تحملها وتتضمن:
• N O M A D : 
الجهاز يتكون من مجموعة من مناظير الطيف، تغطي مدى واسع من الاطوال الموجية تحت الحمراء إلى ما فوق البنفسجية لتحديد مكونات الغلاف الجوي.
•  A C S :
هذه مجموعة من ثلاثة أجهزة لأشعة تحت حمراء، تساعد العلماء في معرفة تركيب الغلاف الجوي للمريخ وخصائصه الكيميائية، حيث ACS مكمل لعمل NOMAD من خلال توسيعه لتغطية نطاق الاطوال الموجية تحت الحمراء.
• CassIS :
هي كاميرا عالية الدقة قادرة على الحصول على صورة ملونة ذات نظام استيريو لبقعة شاسعة من الكوكب. وستزودنا CassIS بمعلومات عن الحالة الديناميكية والجيولوجية لمصادر الغازات المكتشفة من قبل ACS و NOMAD.
• F R E N D : 
هو مكتشف للنايترونات، يستخدم لتكوين خريطة للهايدروجين السطحي، يهدف من خلاله الكشف عن الثلج المترسب قرب سطح المريخ (حتى عمق متر واحد).
ستساعد تلك الاجهزة في الحصول على:
– تفاصيل دقيقة عن مكونات الغلاف الجوي للمريخ من خلال تكوين خريطة لتوزيع غازاته ونسبتها وتحديد مصادرها بالإضافة إلى دراست التنوع الحراري والجيوغرافي لتلك المناطق
– تصوير سطح الكوكب حيث تكمن أهمية معرفة معالم سطح المريخ في ارشادنا إلى مصادر تلك الغازات.
– تكوين خريطة للهايدروجين تحت السطحي بعمق متر واحد وبتفاصيل ادق بتسع مرات من القياسات والبيانات السابقة، حيث هذه المعطيات ستقودنا إلى أماكن وجود المياه تحت سطح المريخ.
كما سيساهم المسبار في اختيار الموقع المناسب لهبوط عربة اكسومارس في عام 2018، حيث سيتولى المسبار في تلك المرحلة عملية دعم الاتصال بين الجوال والأرض.

### مسبار E D M أو سكيابارلي
وحدة اظهار الاختراق والنزول والهبوط وتعرف باختصار EDM وهي مركبة فضائية غير متحركة صممت من قبل وكالة الفضاء الأوروبية لتحقيق هدفين اساسيين، الهدف الأول يتمثل في الحصول على التقنية اللازمة التي تمكن الأوروبيين من الهبوط بسلام على سطح المريخ مع القدرة على توجيه المركبة إلى البقعة المراد النزول فيها، حيث يعتبر EDM المفتاح الاساسي لمهمة 2018. وتشمل تقنية الهبوط المراحل التالية:
– اختراق المسبار للغلاف الجوي للمريخ بسرعة تصل 5,8 كيلومتر/ ساعة حيث سيعمل الدرع الحراري على حماية المسبار من الحرارة العالية المتكونة نتيجة احتكاك المركبة بالغلاف الجوي للكوكب، كما انه سيعمل على تخفيف سرعته تدريجيا إلى 2 ماخ.
– عند سرعة 2 ماخ سينشر المسبار مظلتين لتخفيف سرعة الهبوط إلى ما دون سرعة الصوت.
– سيفصل الدرع الامامي ويفعل الرادار لتحديد ارتفاع ومكان هبوط المسبار على الكوكب.
– عند الارتفاع المناسب سيفعل المحركات الصاروخية لتخفيف سرعته تدريجيا لتقارب الصفر، حتى يتمكن الرادار من التوجيه والسيطرة على مسار هبوط المسبار.
– عند ارتفاع متر عن الأرض ستتوقف المحركات الصاروخية عن العمل ويهبط المسبار بسلام.
وقد حددت سهول ميريدياني بلانوم كموقع للهبوط، حيث تتميز المنطقة باراضيها المسطحة وقلة محتواها الصخري. أما الهدف الثاني فيتمثل في دراسة المحيط الذي هبطت فيهِ المركبة، ولتحقيق هذا الهدف زود المسبار بباقة من الأجهزة العلمية تدعى DREAMS والتي تتكون من:
• MetWind : وهي عدد من المجسات متخصصة في قياس سرعة واتجاه الرياح.
• MetBar : هو مقياس للضغط.
• MarsTem : يستخدم لقياس درجة الحرارة.
• O D S : وهو ملخص عبارة مستشعرات عمق البصري حيث يقيس هذا الجهاز شفافية الغلاف الجوي.
• MicroARES : هذا المجس سيزودنا بأول القياسات للحقول المغناطيسية على سطح المريخ.
سيهبط المسبار خلال عاصفة غبارية شديدة تجتاح المريخ كله، حيث سيتوفر للعلماء فرصة فريدة لاخذ القياسات لتراكيز الغبار في الغلاف الجوي للكوكب بواسطة جهاز ODS ضمن باقة DREAMS حيث ستمتزج تلك البيانات مع القياسات الأولية لحقول المغناطيسية على سطح المريخ التي اخذت بواسطت MicroARES، ويساعدنا هذا في معرفة دور القوى الإلكترونية في رفع الغبار وآلية الميكانيكية التي تبداء بها العاصفة الغبارية.
المسبار مزود ببطارية تمكنه من الصمود على سطح الكوكب لمدت يومين أو أربعة أيام مريخية أو سول. يدعم التواصل بين EDM والأرض عن طريق القمر الصناعي TGO الذي يحلق في مدار المريخ حيث ترسل النتائج العلمية الآتية من EDM إلى الأرض بعد ثمانية أيام من هبوطهِ.
و تقديرا لجهود وكالة الفضاء الايطالية التي تعتبر المساهم الأول في المشروع سمي المسبار EDM باسكيابارلي نسبةً إلى العالم الفلك الإيطالي جيوفاني سكيابارلي.

### مسار الرحلة
وفق الجدول سينطلق مسبار متقصي الغازات TGO ومركبة الهبوط EDM معا في يناير 2016 على متن صاروخ بروتون الروسي الصنع ويبحران باتجاه المريخ بعد أن ياخذ الأخير الوضع الجيد من الأرض في رحلة يمكن ان تستمر لتسعة أشهر. ويقذف سكيابارلي (EDM) قبل وصول البعثة بثلاثة أيام إلى مدار الكوكب من المسبار TGO باتجاه الكوكب حيث ستتولى جاذبية المريخ عملية انزال المسبار على سطحهِ، حيث في التاسعة عشر من أكتوبر لعام 2016 وقبل اختراق سكيابارلي الغلاف الجوي للمريخ بساعات ستنهض المركبة من سباتها الذي دام لتسعة أشهر لفترة قصيرة للتأكد من سلامتها، وفي نفس اليوم سيدخل مسبار متقصي مجال الغازات في مدار المريخ وسيباشر مهامه العلمية في منتصف عام 2017 بعد أن يثبت في مدار دائري بارتفاع 400 كيلومتر عن السطح حيث يقوم باجراء دراسة مفصلة للغلاف الجوي للمريخ كما انه سيساهم في دعم الاتصالات بين الأرض وعربة اكسومارس المريخية التي ستهبط في عام 2018. وستختم مهمة مسبار TGO في عام 2022.

## عربة اكسومارس المريخية (2018)
يمثل الجزء الثاني والأهم من مشروع اكسومارس والذي يهدف للبحث عن امكانية تشكل جزيئات حيوية أو وجود الحياة نفسها في ماضي أو حاضر الكوكب من خلال باقة من الأجهزة العلمية التي يحملها وتدعى باستور. والجوال قيد البناء من قبل وكالة الفضاء الأوروبية مع مساهمة قليلة من الولايات المتحدة وروسيا. ويصل وزن العربة إلى 295 كيلوغرام ليكون أثقل 100 كيلو عن الجوالين ابورتيونيتي وسبيريت لكن أقل 605 كيلوغرام من كوريوسيتي. سيستخدم الجوال الخلايا الشمسية لتوليد الطاقة الكهربائية، أما الحركة فسيحصل عليها من خلال ست عجلات، كل واحدة منها قادرة على الحركة والتوجه بشكل مستقل عن الآخر ومرتبة على شكل زوجين معلقين بمحور اسفل العربة يتكيف مع ارتفاع وزاوية الجوال لتوليد حركة سلسة ومفيدة. كما أنه مزود بمعدات تمكنه من الحصول على عينات من التراب من تحت سطح المريخ ولغاية عمق مترين لدراستها وتحليلها.
ستنطلق المهمة نحو الكوكب الأحمر في شهر مايو من عام 2018 بواسطة صاروخ بروتون في رحلة ستستمر لتسعة أشهر حيث صنع وحدة النقل وهو الجزء المسؤول عن ايصال المسبار إلى المريخ بواسطة إيسا في حين صممت وطورت أنظمة الهبوط بواسطة وكالة الفضاء الروسية روسكسموس.

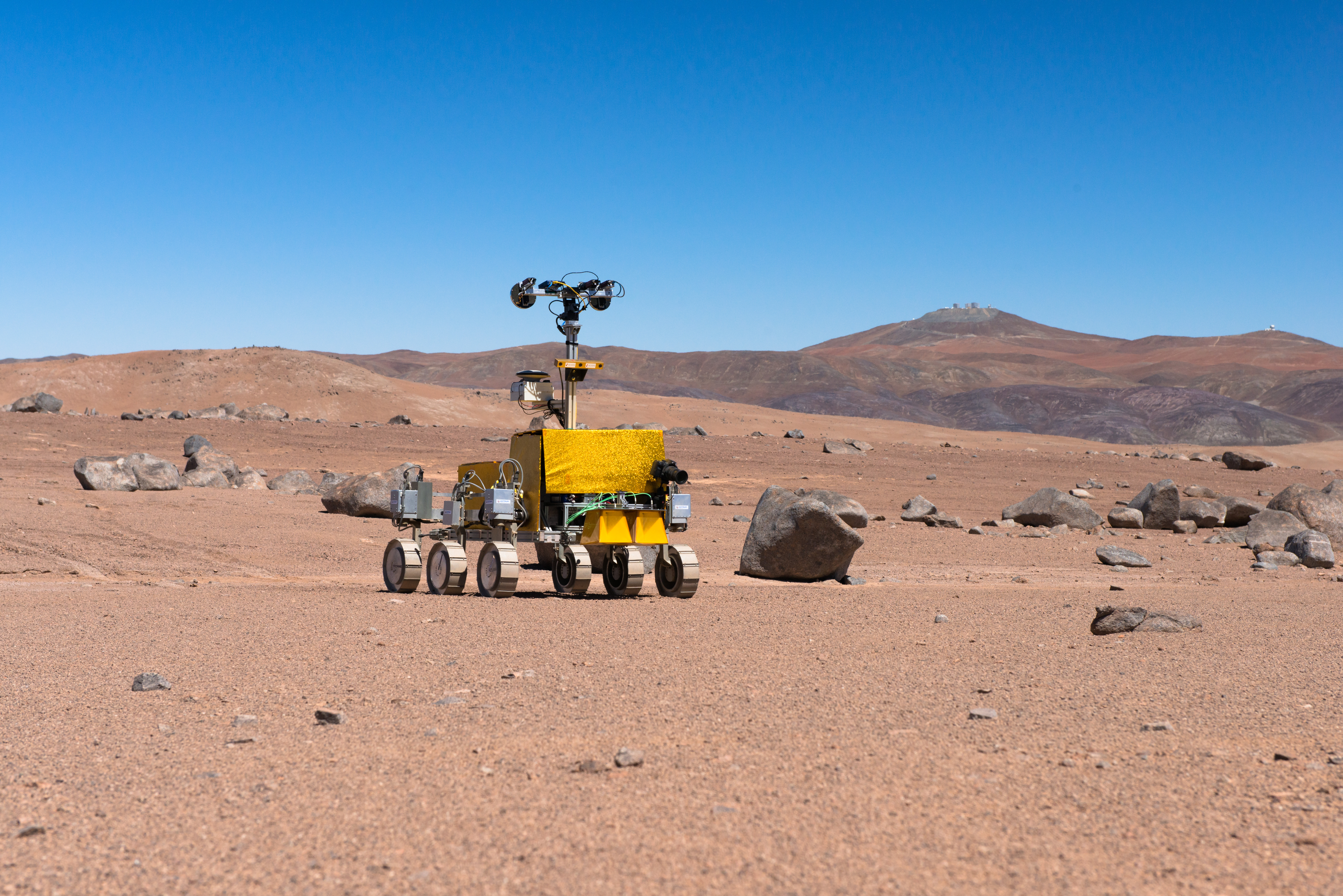
صورة تظهر اختبار العربة في منطقة قرب مرصد بارانالVLT.

## نظام الهبوط
نظام الهبوط يتمثل في منصة ثابتة ذات 1800 كيلوغرام مبنية على نفس التقنيات المستخدمة في مسبار سكيابارلي (E D M) الذي سيهبط في عام 2016. وستتولى شركة لافوتشكين الروسية في بناء 80% منه في حين ستساهم أيضا في تزويده بالرادار ونظامي التوجيه والملاحة. كما أن الروس خططوا لتزويد المنصة بمحطة متكاملة للارصاد الجوية تعمل بواسطة مولدات كهربائية حرارية للنظائر المشعة.

## نظام الملاحة
لكي يتمكن الجوال من الوصول إلى الاماكن ذات القيمة العلمية يتوجب عليه القيادة لمسافة سبعين متر يوميا وهذا يتطلب توفير تواصل دائمي بين العربة ومركز القيادة في الأرض حيث مسبار متقصي الغازات T G O سيتولى هذه المهمة، لكن بسبب بطئ تنقل الاشارات الاسلكيه بين المريخ والأرض من ناحيه ومرور المسبار مرتين ففط فوق الجوال من ناحية أخرى، تجعل فرص الاتصال نادره ومختصرة على جلستين فقط لكل سول وهذا يعني ان مركز القيادة لن يكون قادرا على توجيه العربة بشكل مطلوب. لذلك تم تصميم الجوال للحركه بشكل مستقل على سطح المريخ من خلال زوجين من الكامرات الملاحيه التي قادره على تكوين خريطة ثلاثية الابعاد بنظام استيريو للمنطقه المراد الوصول اليها حيث سيقوم حاسوب الجوال بتقييم المنطقة التي حوله ومن ثم سيحسب الحلول الملاحيه المناسبة التي تمكنه من ايجاد الطريق الأمن مع تجنب العوائق المنتشرة حوله، كما ان العربة مزوده بمستشعرات للشمس تمكنها من تحديد مكانها الفعلي على سطح المريخ.

## حفار ايكسومارس
الجوال مزود بحفار Drill يستطيع الحفر حتى عمق مترين في أنواع مختلفه من التربة باحثا عن الحياة التي تكون امكانيت وجودها كبيره عند هذا العمق بعيدا عن الاشعاعات المميته والظروف السطحيه القاسيه وان معلومات النظام التصويري للكاميرات سيمتزج مع معطياة الرادار المخترق للسطح ليساعد العلماء في اختيار الموقع المناسب للحفر حيث ستنتقل العينة إلى جهاز التحليل في قلي الجوال لكي يتم تحليلها ودراستها لاحقا.

## الأجهزة العلمية على متن العربة
وتشمل العناصر التالية:

### النظام التصويري للجوال
يعرف اختصارا باسم PanCam ويتكون من مجموعه من الاجهزه تشمل، كامرتين واسعتا الزوايا تستخدما لتكوين صوره بانوراميه متعددة الطيف ذات نظام استيريو وكامره واحده عالية الدقة للحصول على صوره ملونه ذات وضوح عالي. الكامرات الثلاثة جميعها مغطات بزجاج ملون تمنع الاشعاعات الفوق بنفسجيه من احداث تغييرات في الالوان الطبيعية للصوره الماخوذه بواسطتهم. يستخدم PanCam لتكوين خريطه رقميه للمنطقه التي يتواجد فيها العربة والبحث عن صخور تحتفظ باشارات حيويه من ماضي المريخ. كما انه سيساعد في دعم قياسلت الاجهزه الأخرى للجوال من خلال أخذ صور عالية الدقة للاماكن التي يصعب الوصول اليها مثل فوهات النيزكيه وجدران الصخريه، واخيرا سيساعد في اختيار البقعة المناسبة على سطح المريخ لاجراء البحوث عليها.

### مجموعة باستور
باقة من الاجهزه العلمية المختلفة تحمل في قلب عربة اكسومارس وتستخدم لدراست امكانيت تشكل الحياة في ماضي أو حاضر الكوكب وتحتوي على:
• M O M A : يمثل أكبر الاجهزه العلمية على متن الجوال واكثرها حساسيتا وهو مخصص للبحث عن الجزيئات العضوية في العينات الصخريه التي يحصل عليها الجوال من خلال طريقتين هما: الامتزاز الليزري والتطاير الحراري يتبعها عمليت فصل المكونات الصخريه المتبخره بواسطت اربع حجرات من نوع GC-MS حيت سيتولى هناك مطياف الكتلة باصطياد الايونات للكشف عن الجزيئات العضوية. تم تصنيع الجهاز من قبل معهد ماكس بلانك مع مشاركه من قبل وكالة ناسا.
• MicrOmega-IR : هو مصور طيفي للاشعه تحت الحمراء يهدف لدراست المعادن بشكل مفصل للكشف عن اصلها الجيولوجي وتركيبها البنيوي ومكوناتها، تعتبر هذه المعلومات ذات اهميه كبيره في فهم الفعاليات الجيولوجيه التي حدثت في ماضي الكوكب والتي ستحدث حاليا، كما انها ستساعدنا في معرفت بيئة المريخ قبل أربعة ملايين سنة الماضية.
• Raman spectrometer : سيزودنا بمعلومات عن البنية المعدنية والجيولوجيه للعينه لذلك يعتبر الجهاز مكمل لعمل MicroOmega-IR . يعتبر مطياف رامان ذات فعاليه عاليه في تحديد المعادن التي يرتبط عمليت تشكلها بوجود الماء، كما انه سيساعدنا في الكشف عن المكونات العضوية والبحث عن الحياة من خلال تحديد المعادن التي تشكلت نتيجة الفعاليات الحيوية.
• W I S D O M : هو رادار يستطيع اختراق اسفل التربة وصولا لعمق مترين إلى ثلاث امتار من خلال هوائيين من نوع Vivaldi منصوبتين في الجزء الخلقي للجوال ويستخدما لاستلام وإرسال الاشارات الإلكترونية، سيساعد الجهاز في استكشاف باطن المريخ وتكوين خريطه لطبقاته صخريه الجوفية، كما انه سيساهم في اختيار الموقع المناسب لجمع العينة.
• Ma-MISS : الجهاز مطياف مصغر للاشعه تحت الحمراء يتموضع داخل حفار اكسومارس ويهدف لتحديد مكونات الطبقة السطحيه للمريخ من صخور واتربه حيث هذا سيساعدنا في تفسير التطورات الجيولوجيه لقشرة الكوكب وتشكل الغلاف الجوي والمناخ. دراست بنية الطبقات تحت السطحيه للمريخ ومعرفة توزيع وحالة الماء والمعادن التي تشكلت بواسطته فيها. كما ان معلومات الجهاز ستدمج مع تحليلات الاجهزه الأخرى على متن العربة للحصول على صوره توضح الشروط التي ادت إلى تكوين الصخور.
• C L U P I : يستخدم لمشاهدت الصخور عن قرب وبمدى لايتجاوز 50 إلى 30 سانتيمتر مع دقه تصل إلى جزء بالميليمتر. كما انه يعمل على تصوير العينة التي تم الحصول عليها بواسطت الحفار.

### الأجهزة الروسية
• I S E M : هو منظار طيفي للاشعة تحت الحمراء يستخدم لدراست الكتل المعدنية، تحديد المعادن المرتبطة تشكلها بالماء عن بعد ومساعدة PanCam في اختيار الاهداف العلمية.
• A D R O N : هو مستكشف للنايترونات يهدف لقياس كمية الرطوبه اسفل السطح التي تشير إلى امكانيت وجود الثلج في الاعماق.
• Fouries spectrometer : الجهاز منصوب على سارية العربة وهو مخصص لقياس درجة حرارة والهباء الجوي.
كما ان روسكسموس ستزود العربة بوحدة السخانات النظائر المشعه (RHU) لتوليد الحرارة ومنعه من التجمد اثناء الليل.

## منطقة هبوط العربة
عقد في السادس والعشرون من مارس لعام 2014 اولى الاجتماعات الخاصة باختيار المواقع المفترضه لهبوط الجوال في العاصمة الاسبانيه مدريد وبحضور أكثر من ستين من العلماء والمهندسين حيث اسفرت المناقشات التي امتدت ليومين عن اختيار ثمانية مواقع افتراضيه من قبل ورشة اختيار موقع الهبوط (LSSWG) وفق المعايير التالية:
• احتواء الموقع على اثار تدل على وجود بيئه مائيه غنيه أو تدفق المياه لعدة ملايين من السنين وبشكل مستمر في تلك البقعة سابقا.
• يجب ان تتميز المنطقة التي سيعاينها الجوال والتي من الممكن ان تحتوي على دلائل تشير إلى تكون الحياة في الماضي بعدم تعرضها للاشعاعات الا حديثا (أي في المليون سنه الأخيرة من حياة المريخ) وذلك من خلال دفنها لفترة ما اسفل السطح بعيدا عن الاشعاعات التي قد تدمر أو تلحق اضرارا بسجل التاريخي للكوكب المتمثل بالصخور والمعادن الطينيه ورواسب البحيرات والانهار القديمة.
• امتلاك منطقة الهبوط على مجموعه من المواقع المتناثره ذات القيمة العلمية وذلك لان نظام الهبوط للجوال ليس دقيقا بما فيه الكفاية يمكنه من النزول على هدفه مباشرتا حيث من الممكن ان يهبط في أي مكان وبمساحه بيضويه تقدر من 19 إلى 104 كيلومتر وبما ان مهمة الجوال محدوده إلى ستة أشهر فقط فاصبح من الضروري وجود اماكن بديله لعمل الجوال.
• يجب ان تكون المواقع المرشحه للهبوط قريبه من خط الاستواء وذلك لضمان حصول المظلات على الوقت والضغط الجوي الكافيين اللتان يمكنا من عمل المضلات بشكل سليم.
• وضعيت الأرض ومحتواها السطحي مهم جدا للمهندسين فان كانت كثيرة الانحدار أو التعرجات قد تؤدي إلى خداع الرادار الخاص بنظام الهبوط كما ان كثرة احتواء المنطقة من الصخور الكبيرة قد يلحق اضرارا بطبق الهبوط.
اما المناطق المرشحه فهي:
1- Hypanis Vallis
2- Oxia Planum
3- Mawrth Vallis
4- Coogoon Valles
5- Qxia Palus
6- Simud Valles
7- southern Isidis